# بيت سعيد محسن (بني حشيش)

تعديل مصدري - تعديل

بيت سعيد محسن هي إحدى قرى عزلة الشرفة بمديرية بني حشيش التابعة لمحافظة صنعاء، بلغ تعداد سكانها 714 نسمة حسب تعداد اليمن لعام 2004.